# Canon de 75 mm contre aéronefs modèle 1928
Pour les articles homonymes, voir Canon de 75 mm.
Le canon de 75 mm contre aéronefs modèle 1928 (canon de 75 CA modèle 1928) est un canon antiaérien développé en France pendant l'entre-deux-guerres. Ses sous-variantes sont en service pendant la Seconde Guerre mondiale.
Il vise à remplacer les canons modèle 1913 et 1917 dont le tube, celui du canon de 75 mm modèle 1897, ne permet pas à l'obus d'atteindre une grande vitesse initiale. 
Le canon de 75 mm modèle 1928 à frein de bouche GB est produit par l'Atelier de Levallois. 
L'Atelier de Bourges (ABS) propose une version, adoptée sous le nom de canon de 75 mm CA modèle 1932 ABS. Il dispose alors d'une porté utile de 7 000 m pour une cadence de tir de 25 coups par minute.
Le tube du canon modèle 1928 est adapté à une plateforme spécifique sous le nom de canon de 75 CA modèle 1928 modifié 1939 (canon de 75 CA modèle 28/39). Il dispose alors d'une porté utile de 7 000 m pour une cadence de tir de 20 coups par minute.